# Cao Šui
Cao Šui (v enostavnem kitajskem zapisu: 曹谁; v tradicionalnem kitajskem zapisu: 曹誰), znan tudi pod angleškim imenom Shawn Cao oziroma Cao Who, kitajski pesnik, romanopisec in scenarist, * 5. junij 1982.
Je ena od reprezentativnih figur sodobne kitajske poezije. Vodi gibanje "velikopoemizma", o katerem v svoji Deklaraciji o Veliki pesmi zapiše, da naj bi vključevala svete in posvetne, vzhodne in zahodne, starodavne in sodobne kulture v kitajski književnosti. Cao Shui je doslej objavil dvajset knjig, med njimi pet pesniških zbirk, tri zbirke esejev, deset romanov in okoli sto epizod za televizijske serije in filme. Leta 2008 je dal odpoved pri časopisu, kjer je bil zaposlen in se odpravil na pot po Tibetu in Šindžjangu, ki po njegovem predstavljata središče Evrazije, torej tudi vsega sveta. Njegova romananeskna trilogija »Skrivnost neba« (kjer najdemo tudi roman »Šifra Babilonskega stolpa«) govori o zgodovinskem razvoju človeške civilizacije. Njegova dela so posvečena ponovni izgradnji republike celovitega, svobodnega človeka,  ki jo vedno opisuje kot Evrazijo, vrh Babilonskega stolpa ali goro Kunlun (Nebeška gora). Njegova najbolj znana dela so »Evrazijska epika«, »Skrivnost neba« (trilogija) in »Kraljevski pav« (televizijska serija). Je lan Društva kitajskih pisateljev, Društva kitajskih filmskih ustvarjalcev in Kitajskega združenja pesnikov. Je glavni urednik časopisa Great Poem in zunanji urednik časopisa Poetry Weekly. Trenutno živi v Pekingu kot profesionalni pisatelj in scenarist.